# Anamoks
Anamoks (angleško: Anammox, razvezano ANaerobic AMMonium OXidation) ali anaerobna oksidacija amonija je izredno pomemben mikrobiološki proces v sklopu kroženja dušika. Anamoksne bakterije so odkrili 1999; njihov obstoj je bil za stroko veliko presenečenje. Anamoks je razmeroma pogost, poteka predvsem v anaerobnih jezerskih in morskih usedlinah; anammox je tudi zaščiteno ime na anamoksu temelječega postopka za odstranjevanje amonija, ki so ga razvili na Tehniški univerzi v Delftu.

## O procesu
Bistvo anamoksa je neposredna pretvorba nitrita in amonija v elementarni  dušik. Anamoks svetovno prispeva kar 30-50 % vsega plinastega dušika, proizvedenega v oceanih; s tem omejuje učinek v morjih vezanega dušika. 
Katabolna reakcija:
NH4+ + NO2− → N2 + 2H2O.